# کارول ماخاتا
کارول ماخاتا (انگلیسی: Karol Machata; ۱۳ ژانویهٔ ۱۹۲۸ – ۳ مهٔ ۲۰۱۶) بازیگر اهل کشور اسلواکی بود. او بین سال‌های ۱۹۵۱ تا ۱۹۹۲ در بیش از ۴۰ فیلم و برنامه تلویزیونی ظاهر شد. او در هشتمین جوایز «اُتُ» در سال ۲۰۰۷ به تالار مشاهیر راه یافت.
از فیلم‌ها یا برنامه‌های تلویزیونی که وی در آن نقش داشته‌است می‌توان به چتر سنت پیتر اشاره کرد.